# Richard von Könneritz

Graf Richard Leo von Könneritz

Richard Leo 2. Graf von Könneritz (* 29. Juli 1828 in Erdmannsdorf, Amt Augustusburg; † 4. Juli 1910 in Wurzen) war ein deutscher Rittergutsbesitzer, Diplomat und Politiker. Er war Mitglied und von 1891 bis 1904 Präsident der I. Kammer des Sächsischen Landtags.

## Leben und Wirken

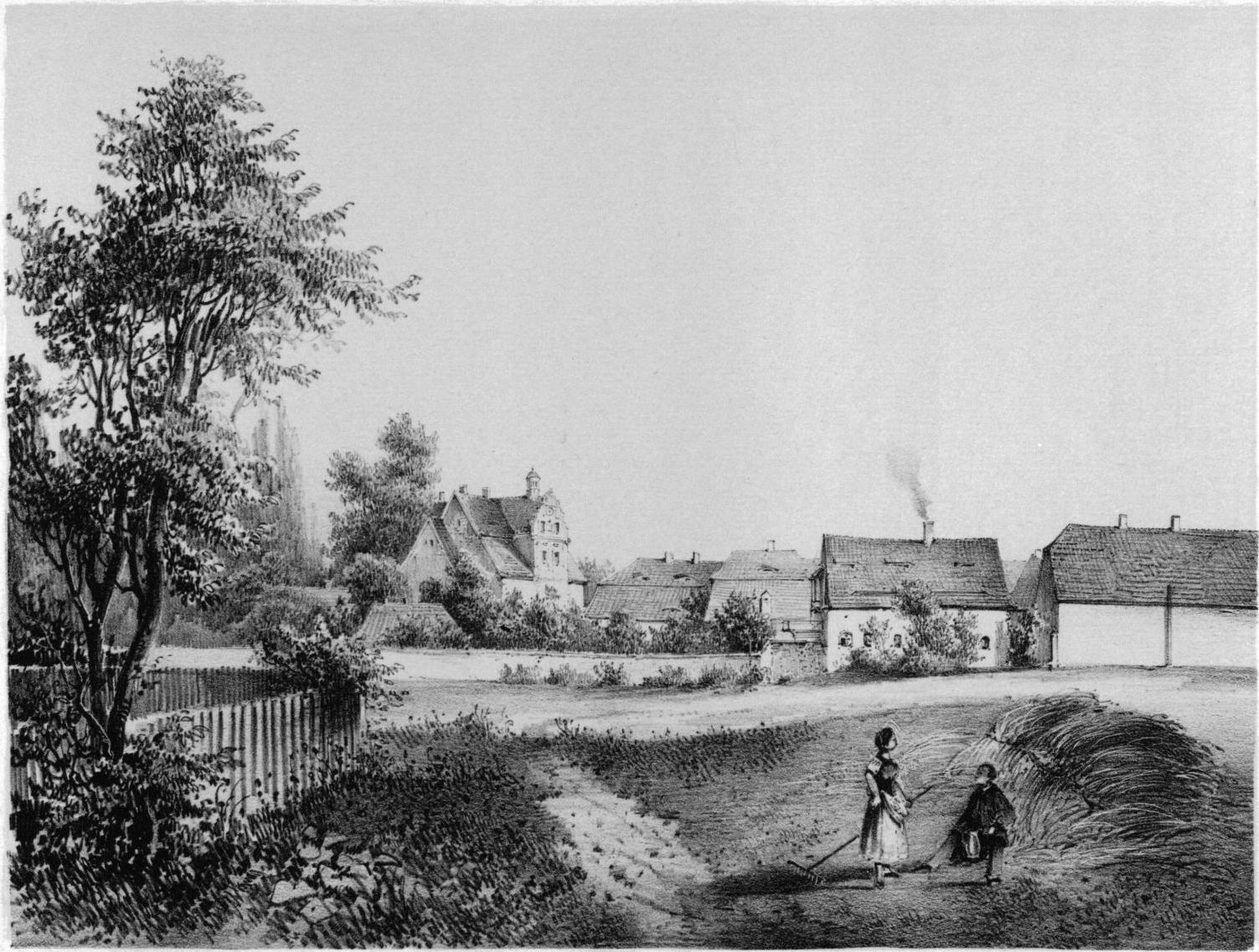
Rittergut Lossa um 1859

Der Sohn des sächsischen Diplomaten Hans Heinrich Graf von Könneritz (1790–1863) und dessen Ehefrau Luise Clara geb. von Werthern-Beichlingen (* 1798) wurde auf dem Rittergut Erdmannsdorf, das sein Vater 1822 erworben hatte, geboren. Da sein Vater als Königlich Sächsischer Gesandter in Madrid, Paris, Brüssel, Berlin und Hannover wirkte, erhielt Könneritz seine Schulbildung an wechselnden Orten in Sachsen und Frankreich. Sein Abitur erlangte er 1846 am Gymnasium in Freiberg und widmete sich anschließend an der Universität Leipzig einem Studium der Rechtswissenschaften. 1848 wurde er Mitglied des Corps Misnia Leipzig.
Nachdem er das Studium 1850 mit der Promotion zum Dr. iur. abgeschlossen hatte, war er kurzzeitig als Assessor am Landgericht Bautzen tätig, wechselte jedoch bald darauf in den diplomatischen Dienst. 1853 war er Geschäftsträger in Hannover. 1862 wurde er als Botschafter nach Brüssel entsandt, 1864 nach St. Petersburg und 1867 nach München. Im Alter von 46 Jahren zog er sich aus dem diplomatischen Dienst zurück. 
Bereits 1856 hatte er von seinem Vater dessen Rittergut Lossa erworben, während sein jüngerer Bruder Léonce von Könneritz (1835–1890), der zwischen 1876 und 1890 das Amt des Sächsischen Finanzministers innehatte, das Rittergut Erdmannsdorf übernahm. Der Vater hatte zudem 1852 einen in Primogenitur erblichen belgischen Grafentitel verliehen bekommen, der nach dessen Tod auf Richard von Könneritz überging und 1864 als königlich-sächsischer Grafenstand anerkannt wurde. Könneritz blieb zeitlebens Junggeselle.
Von König Albert wurde er 1875 auf Lebenszeit zum Mitglied der I. Kammer des Sächsischen Landtags ernannt. Im Oktober 1877 wurde er bereits in das Direktorium der Kammer gewählt, wo er als Sekretär fungierte. 1884 wurde Richard von Könneritz mit der Ehrenbürgerschaft von Wurzen geehrt.
Zu Beginn des Landtags 1891/92 wurde er Nachfolger des hochbetagten Kammerpräsidenten Ludwig von Zehmen. Daraufhin wurde er auch in die evangelische Landessynode berufen, die er in den Jahren 1891, 1896 und 1901 auch leitete. Weiterhin engagierte sich Könneritz in landwirtschaftlichen Verbänden. So war er mehrere Jahre Vizepräsident des Deutschen Landwirtschaftsrats. Auch im Hochstift Meißen übernahm Könneritz Funktionen: 1894 wurde er Domherr, 1897 Domdechant und 1907 Dompropst. 1897 erhielt er von der Universität Leipzig den Ehrendoktortitel (Dr. jur. h. c.). Nach dem Landtag 1903/04 verzichtete er auf sein Amt als Kammerpräsident und trat nach dem folgenden Landtag 1905/06 ganz von seinem Mandat im Sächsischen Landtag zurück. 
Vor dem Schloss Lossa wurde 1911 zur Erinnerung an Richard Graf von Könneritz ein Gedenkstein aufgerichtet. Da er unvermählt blieb, ging das Erbe auf die Nachkommen seines nächstjüngeren Bruders Leonce von Könneritz (1835–1890) über, namentlich auf dessen ältesten Sohn Hans von Könneritz (1864–1924) und nach dessen Tod auf Ferdinand Richard von Könneritz (1867–1943).